# Mount Dater
Mount Dater ist ein markanter und 1200 m hoher Berg mit abgeflachtem Gipfel im östlichen Grahamland auf der Antarktischen Halbinsel. Er ragt südlich des Mill Inlet an der Foyn-Küste auf und ist gekennzeichnet durch Felssporne und Kliffs.
Der Falkland Islands Dependencies Survey kartierte ihn 1947 grob. Luftaufnahmen entstanden bei der Ronne Antarctic Research Expedition (1947–1948) und 1963 durch die United States Navy. Nach Vermessungen durch den British Antarctic Survey zwischen 1963 und 1964 benannte das UK Antarctic Place-Names Committee den Berg 1976 nach dem US-amerikanischen Marinehistoriker Henry Murray Dater (1909–1974), Mitglied des Advisory Committee on Antarctic Names von 1962 bis 1972 sowie Vorsitzender dieses Gremiums von 1973 bis 1974.